# Polouvsí

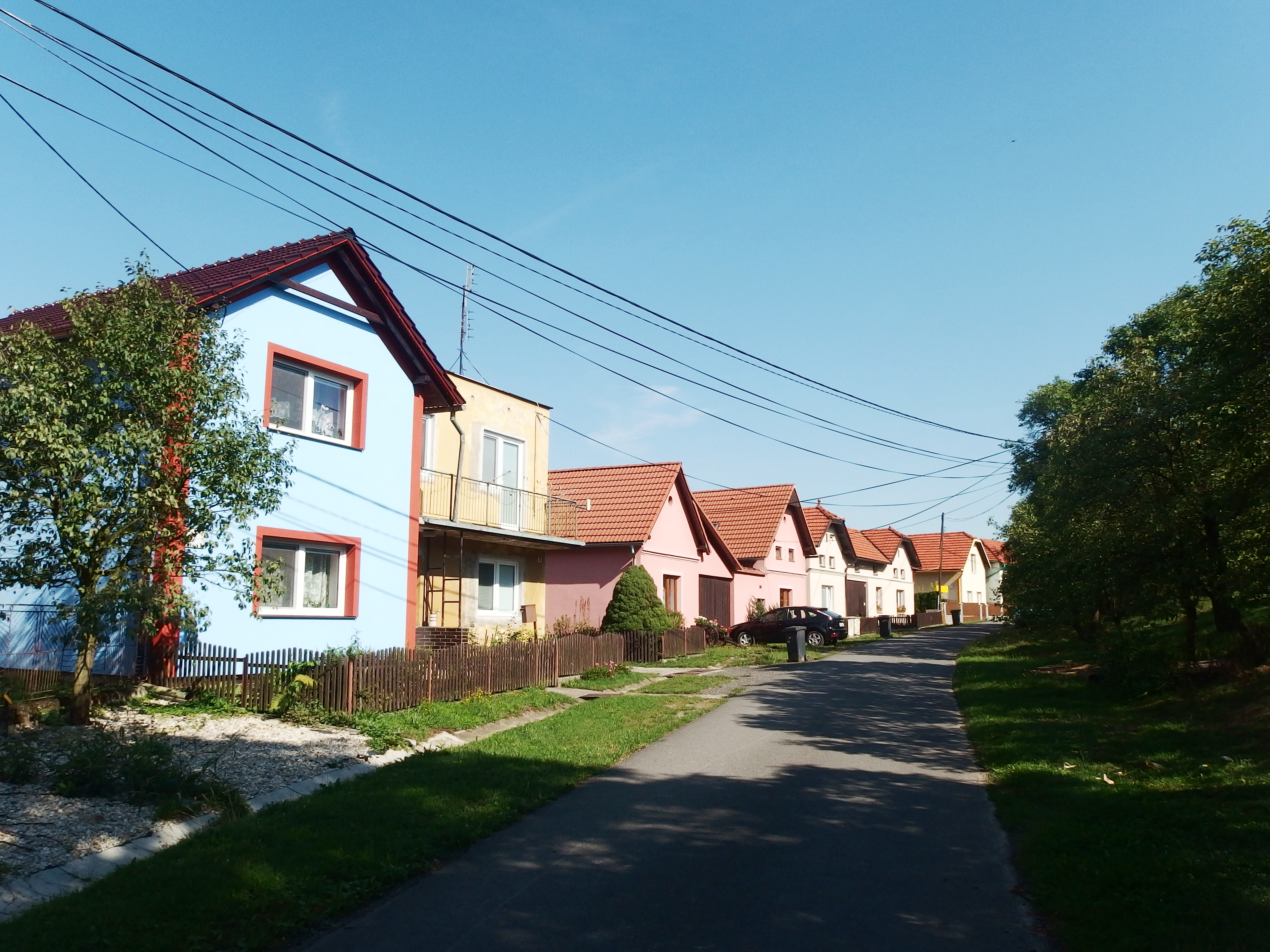
Häuser in der Neugasse

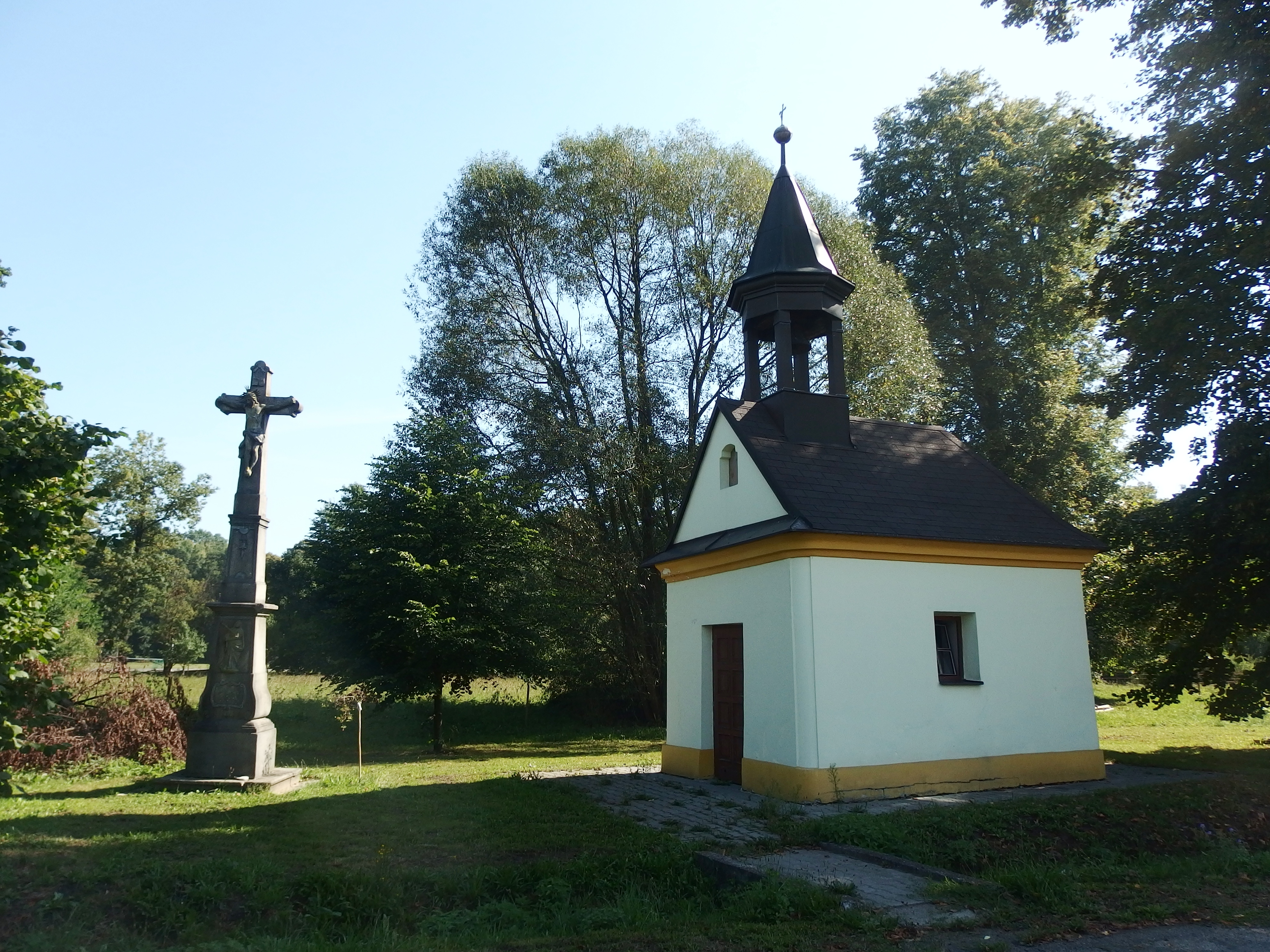
Kapelle des hl. Martin

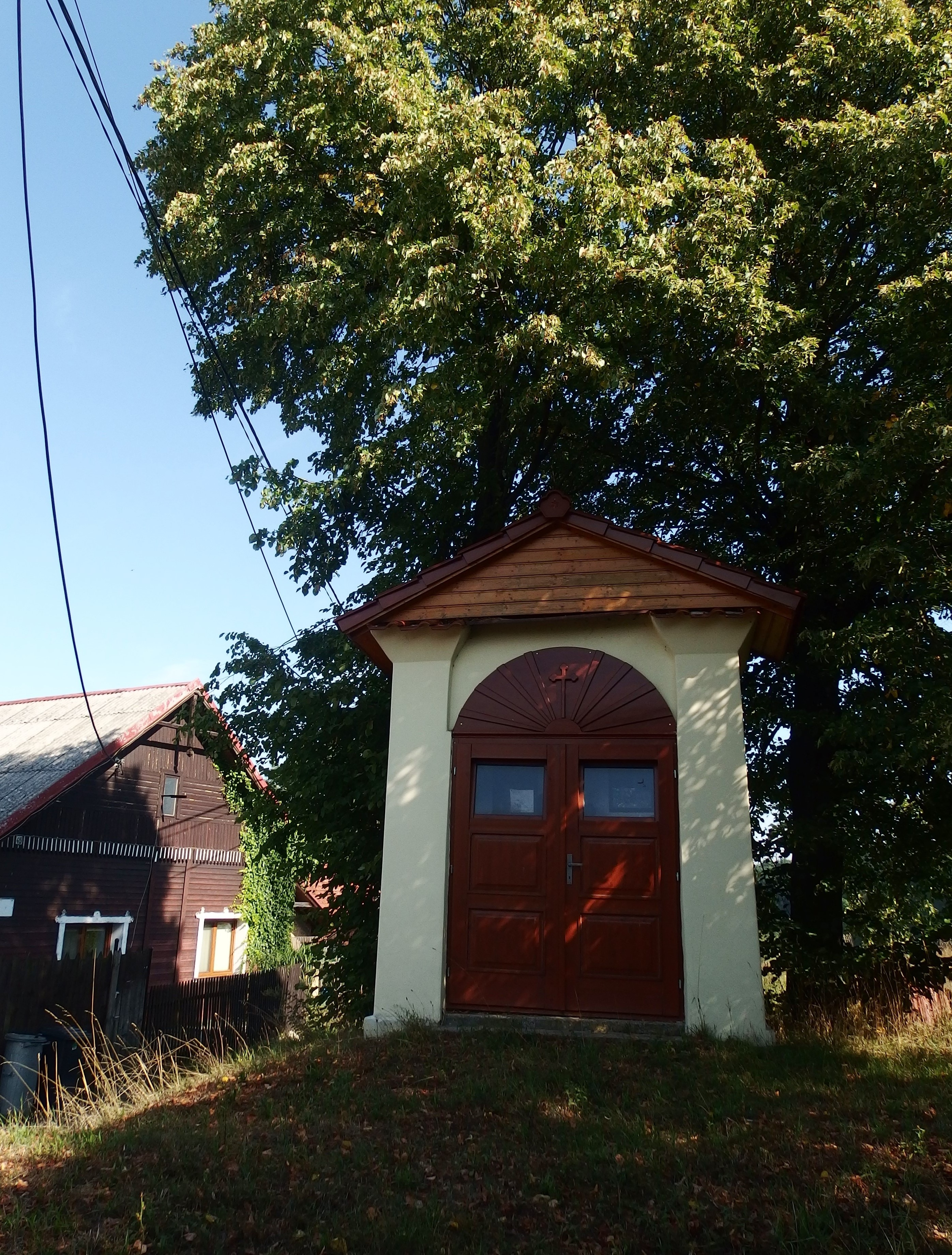
Kapelle am nördlichen Ortsausgang

Polouvsí (deutsch Halbendorf) ist ein Ortsteil der Gemeinde Jeseník nad Odrou in Tschechien. Er liegt acht Kilometer westlich von Nový Jičín und gehört zum Okres Nový Jičín.

## Geographie
Polouvsí erstreckt sich beiderseits des Flüsschens Luha bzw. Neudecker Bach im Kuhländchen. Am südlichen Ortsausgang liegen die Teiche Horní rybník und Dolní rybník. Östlich erhebt sich die Hůrka (380 m n.m.), im Westen der Blahutovický vrch (331 m n.m.). Am westlichen Ortsrand führt die Bahnstrecke Břeclav–Petrovice u Karviné vorbei.
Nachbarorte sind Hrabětice und Jeseník nad Odrou im Norden, Bernartice nad Odrou und Hůrka im Nordosten, Vlčnov im Osten, Jičina und Starojická Lhota im Südosten, Poruba und Vysoká im Süden, Dub und Polom im Südwesten, Blahutovice im Westen sowie Hynčice und Vražné im Nordwesten.

## Geschichte
Die erste urkundliche Erwähnung von Poluwsy erfolgte im Jahre 1412, als der Besitzer der Burgherrschaft Titschein, Latzek (I.) von Krawarn, das Dorf zusammen mit Dub an Heinrich von Riesenburg verkaufte. Dieser ließ seiner Frau Elisabeth auf beide Dörfer eine Morgengabe von 50 Mark verschreiben. Nachfolgende Besitzer waren Johann von Riesenburg sowie dessen Tochter Katharina. Nach deren Tod wurde das Gut Polouvsí 1493 in der Landtafel auf den Witwer Johann von Zop überschrieben. Im Jahre 1502 kaufte Wilhelm von Pernstein die Feste und den Hof Poluswy mit allem Zubehör und schlug sie seiner Herrschaft Weißkirch zu. Das Dorf blieb in den folgenden Jahrhunderten immer Teil der Herrschaft Hranice bzw. Weißkirch, die seit 1622 ununterbrochen im Besitz der Fürsten von Dietrichstein blieb. Bis zum Ende des 16. Jahrhunderts war das Dorf mährischsprachig; danach wurde es deutschsprachig und der Ortsname wandelte sich in Halbendorf. Das älteste Ortssiegel stammt von 1766; es zeigt einen Laubbaum und zu beiden Seiten jeweils ein Haus mit Tür und zwei Fenstern.
Im Jahre 1835 bestand das im Prerauer Kreis gelegene Dorf Halbendorf bzw. Poluwsý aus 38 Häusern, in denen 260 Personen lebten. Haupterwerbsquelle war die Landwirtschaft. Im Ort gab es einen Meierhof, eine Schule und eine Erbrichterei. Der Neudecker Bach trieb eine emphyteutisierte zweigängige Mühle an. Pfarrort war Teutsch-Jaßnik. Bis zur Mitte des 19. Jahrhunderts blieb Halbendorf der Fideikommissherrschaft Weißkirch untertänig. 
Nach der Aufhebung der Patrimonialherrschaften bildete Halbendorf / Polouves ab 1849 eine Gemeinde im Gerichtsbezirk Neutitschein. Ab 1869 gehörte Halbendorf zum Bezirk Neutitschein. Zu dieser Zeit hatte das Dorf 391 Einwohner und bestand aus 62 Häusern. Im Jahre 1900 lebten in Halbendorf / Poloves 317 Personen, 1910 waren es 339. Die Freiwillige Feuerwehr wurde 1906 gegründet. Der tschechische Ortsname wurde 1924 in Polouvsí geändert. Im Jahre 1930 bestand Halbendorf aus 65 Häusern und hatte 312 Einwohner. Nach dem Münchner Abkommen wurde das deutschsprachige Dorf 1938 dem Deutschen Reich zugeschlagen. 1939 hatte Halbendorf 350 Einwohner. Bis 1945 gehörte Halbendorf zum Landkreis Neu Titschein. Nach dem Ende des Zweiten Weltkrieges kam das Dorf zur Tschechoslowakei zurück, die deutschsprachigen Bewohner wurden 1946 vertrieben. 1950 lebten in Polouvsí 306 Menschen. 1975 erfolgte die Eingemeindung nach Jeseník nad Odrou. Beim Zensus von 2001 lebten in den 64 Häusern von Polouvsí 199 Personen. Zum 1. Januar 2014 hatte das Dorf 220 Einwohner.

## Ortsgliederung
Der Ortsteil Polouvsí bildet einen Katastralbezirk.

## Sehenswürdigkeiten
- Kapelle des hl. Martin, im Mitteldorf, erbaut 1823
- Hohes Steinkreuz, neben der St.-Martins-Kapelle
- Kapelle am nördlichen Ortsausgang am Ende der Neugasse
- Halbgebauer-Kapelle an der Straße nach Jeseník nad Odrou
- Gedenkstein für die Gefallenen beider Weltkriege